# Выборы в Норвегии
Выборы в Норвегии проходят в рамках парламентской демократии и включают парламентские и местные выборы. Норвегия избирает свой законодательный орган на национальном уровне. Однопалатный парламент, Стортинг, состоит из 169 депутатов, избираемых на четырёхлетний срок, в течение которого парламент не может быть распущен. Парламентские выборы проходят по системе пропорционального представительства в многомандатных избирательных округах.
В Норвегии существует многопартийная система с многочисленными партиями, из которых ни одна, как правило, не имеет шансов получить власть в одиночку, и партии должны работать друг с другом для формирования коалиционного правительства или правительства меньшинства.
Выборы в стране проводятся раз в два года, при этом чередуются выборы в парламент с местными выборами, каждые из которых проводятся каждые четыре года.
Избирательное право является всеобщим с того года, когда гражданину исполняется 18 лет, причём даже если ему исполняется 18 лет позже в год проведения выборов. На парламентских выборах имеют право голосовать только граждане Норвегии. Однако иностранцы, которые непрерывно проживали в Норвегии в течение трёх лет, могут голосовать на местных выборах. Избирательное право для женщин было введено в 1913 году.

## История
В 1919 году Норвегия перешла в парламентских выборах с одномандатных округов, системой абсолютного большинства и двумя турами голосования на многомандатные округа с пропорциональным представительством.

## Избирательная система
Распределение мандатов происходит по методу, который используется как на местных, так и на национальных выборах. Этот метод представляет собой модифицированный метод Сент-Лагю и основной принцип заключается в том, что количество мест, получаемых партией в Стортинге, должно как можно ближе представлять относительное количество голосов, полученных данной партией на выборах.
Тем не менее, из вышеупомянутого принципа есть несколько исключений:
1. «Уравнивающие места»: это места, которые существуют для разрешения ситуаций, в которых партия получает в целом по стране значительную поддержку, которая, однако, оказывается недостаточной в каком-либо отдельном избирательном округе, чтобы обычно получить место. Партия должна превысить избирательный барьер в 4 % от общего числа голосов, чтобы иметь право на такие места.
2. «Избыточная представленность сельских районов»: сельские малонаселенные округа получают относительно больше мест, чем было бы иначе продиктовано количеством населения в них. Это сделано для того, чтобы поддерживать чувство представительства в органах власти и не допустить, чтобы предпочтения городских районов всегда преобладали над предпочтениями сельских районов. Однако это, в частности, подвергалось критике со стороны ОБСЕ как несправедливость.
3. «Много партий, но мало мест»: основные политические партии составляют списки кандидатов во всех 19 избирательных округах. Однако, есть также много мелких партий, которые работают лишь в нескольких избирательных округах. В результате, и крупные, и мелкие партии борются за одни и те же места, а в округах с небольшим количеством депутатских мест выигрывают только несколько партий. Это частично компенсируется предоставлением мелким партиям уравнивающих мест, но только тем, которые преодолели избирательный порог.
В отличие от большинства парламентов мира, Стортинг всегда отрабатывает свой полный четырёхлетний срок. Конституция Норвегии не допускает внеочередных выборов и не даёт монарху права распускать парламент, даже если правительство этого хочет. Дополнительные выборы также не используются, поскольку система списков означает, что вакантные места просто заполняются следующим по партийному списку. Это также относится к случаям, когда кандидаты берут временный отпуск из-за болезни, родов и т. д.